# Кордоба (аргентинска провинција)
Кордоба (шп. Córdoba) је провинција која се налази у средишњем делу Аргентине. Према северу се граничи са провинцијама Катамарка и Сантијаго дел Естеро, према западу са провинцијама Риоха и Сан Луис, према истоку са провинцијом Санта Фе, према југу са провинцијама Буенос Ајрес и Пампа.